# Міян-Махале-Чаф-Ґавіє
Міян-Махале-Чаф-Ґавіє (перс. ميان محله چاف گاويه) — село в Ірані, у дегестані Шірджу-Пошт, у бахші Рудбоне, шагрестані Ляхіджан остану Ґілян. За даними перепису 2006 року, його населення становило 127 осіб, що проживали у складі 41 сім'ї.